# Intza Alkain
Intza Alkain Ibarguren (Lasarte-Oria, 1995) es una actriz vasca experta en literatura infantil. En 2019 fundó la compañía Formol junto a Edurne Azkarate y Mikel Ibarguren. Además de su carrera como actriz, trabaja en la asociación Galtzagorri como asesora literaria.

## Obra

### Teatro
- Album (2021, Formol).[2]

### Literatura
- Hori ez galdu sekula (2021,con Janire Arroyo). Un libro para reflexionar sobre las pérdidas de la vida.[3]
- Album (2022, Susa).[4]